# Елизаветинский сельский округ (Краснодарский край)
Елизаветинский сельский округ — административно-территориальная единица в составе Прикубанского внутригородского округа города Краснодара Краснодарского края. В рамках муниципального устройства относится к муниципальному образованию город Краснодар.
Административный центр — станица Елизаветинская.
Сельский округ расположен к западу от центра города Краснодара, на берегу реки Кубань.

## Население
По данным переписи населения 2010 года численность населения сельского округа составила 29097 человек.

## Населённые пункты
В состав сельского округа входят 2 населённых пункта.
| № | Населённый пункт | Тип населённого пункта | Население |
| - | ---------------- | ---------------------- | --------- |
| 1 | Белозёрный       | посёлок                | ↗5316     |
| 2 | Елизаветинская   | станица                | ↘23 841   |

## История
В 1920 году образован Елизаветинский сельский Совет рабочих, крестьянских, красноармейских и казачьих депутатов, с 1939 года — Елизаветинский сельский Совет депутатов трудящихся Пластуновского района Краснодарского края, с октября 1977 года — Елизаветинский сельский Совет народных депутатов Динского района края, с апреля 1978 года — Елизаветинский сельский Совет народных депутатов в подчинении Краснодарскому горсовету (Прикубанскому району города Краснодара). В октябре 1993 года Елизаветинский сельсовет был упразднён в пользу сельского округа.